# 黑森足球协会
黑森足球协会（德語：Hessischer Fußball-Verband，简称黑森足协(HFV)）是德国足球协会辖下的21个州级协会之一，涵盖范围为黑森州全境，总部设于美因河畔法兰克福。
黑森足协也是南德足球协会的组成部分，后者作为德国的五大地区级协会，其成员还包括巴伐利亚、巴登、南巴登和符腾堡的州级足协。
截至2016年，黑森足协共拥有523,497位注册球员、2,119个成员俱乐部和11,645支球队在联赛系统中作赛。